# تشيلسي موسم 2020–21
كان موسم 2020–21 هو الموسم الـ107 لتشيلسي، والموسم الثاني والثلاثين على التوالي في الدوري الإنجليزي الممتاز، والموسم التاسع والعشرون على التوالي في الدوري الإنجليزي الممتاز، والعام الخامس عشر بعد المائة منذ وجود النادي كنادي كرة قدم. ويغطي الموسم الفترة من 1 يوليو 2020 إلى 30 يونيو 2021.
قبل موسم 2020–21، أبرم تشيلسي العديد من التعاقدات رفيعة المستوى في سوق الانتقالات، حيث تعاقد مع أمثال تيمو فيرنر، وكاي هافرتز، وبن تشيلويل، وحكيم زياش، وتياغو سيلفا في فترة ما بين المواسم، بالإضافة إلى إدوارد ميندي بعد وقت قصير من بدء الموسم. وبدأ البلوز الموسم الحالي تحت قيادة فرانك لامبارد لاعب تشيلسي السابق، في موسمه الثاني مع النادي. ومع ذلك، أقيل لامبارد في يناير/كانون الثاني وحل محله المدرب الألماني توماس توخيل، الذي قاد النادي إلى المجد الأوروبي، حيث هزم تشيلسي منافسه الإنجليزي مانشستر سيتي في نهائي دوري أبطال أوروبا في 29 مايو/أيار، ليحصد لقبه الثاني في المسابقة، والأول منذ عام 2012.
كان هذا الموسم هو الأول منذ موسم 2012–13 بدون ويليان، الذي رحل إلى أرسنال.

## أطقم الموسم
| الطقم الأساسي | الأساسي مخت. | الأساسي 2021–22 | الطقم الثاني | الثاني مخت. | الطقم الثالث | الثالث مخت. | الثالث مخت. 2 |

|  | طقم الحارس 1 | طقم الحارس 2 | طقم الحارس 3 | طقم الحارس 2021–22 |  |